# Eurysa furcifera
Eurysa furcifera är en insektsart som beskrevs av Frederick Arthur Godfrey Muir 1926. Eurysa furcifera ingår i släktet Eurysa och familjen sporrstritar.
Artens utbredningsområde är Frankrike. Inga underarter finns listade i Catalogue of Life.